# 鵙雀鶲屬
，是澳大利亚特有的鸟类，栖息在开阔的桉树林和林地，是雀形目鵙雀鶲科的唯一属，包含三个物种。

## 描述
鵙雀鹟外形上与山雀属或伯劳属的鸟类颇为相似，头部的形状和粗短的钩状喙与伯劳很像，而整体的配色则与山雀接近。鵙雀鹟两性的脸上都有粗大的黑白条纹，雄性的喉咙为黑色，而雌性的则呈橄榄绿色。背部为橄榄绿色，胸腹部为鲜艳的黄色。但西𱉐雀鹟的腹部颜色明显较其它两种更白。

## 分类
东鵙雀鹟在1801年由英国鸟类学家约翰·莱瑟姆首次描述，历史上被归类在多个不同的科，独立成一科前最后被归类为啸鹟科。核基因测序表明，将𱉐雀鹟放在现存各科均不合理，因此为其建立的单独的𱉐雀鹟科（Falcunculidae）。该科与其它各科的关系不甚明确。

### 亚种
鵙雀鹟属有如下三种：
- 东𱉐雀鹟， (Latham, 1801)：分布于澳大利亚东南部的昆士兰州中部至维多利亚州南部和南澳大利亚州东南部等地。[5]
- 西𱉐雀鹟， Gould, 1838：分布于西澳大利亚州西南部。[5]该亚种腹部明显较白。[2]
- 北𱉐雀鹟， Campbell, AJ, 1910：分布于澳大利亚北部金伯利至阿纳姆地和昆士兰州极西北部。[5]该亚种翼和尾明显较短。[2]

## 行为及生态
鵙雀鶲在其分布区内为留鸟，其栖息在密集的中等高度的林地中，鵙雀鹟是肉食性动物，主要以陆生无脊椎动物为食，但偶尔也吃植物的果实和种子。
东鵙雀鹟在8月下旬至1月初繁殖，西𱉐雀鹟在10月初开始繁殖，北𱉐雀鹟的繁殖信息不明确。𱉐雀鹟的巢为用草和树皮筑成的杯状结构，位于桉树较高处的树枝上，通常距离地面6-15米。𱉐雀鹟每窝产2-3个卵，整体为白色，并带有棕褐色、黑色或淡灰色的斑点。两性共同参与孵卵和育雏。
研究人员已观测到淡色杜鹃、扇尾杜鹃和叢杜鵑对东鵙雀鹟的巢寄生。

## 保护
在IUCN红色名录中，西𱉐雀鹟此前曾被列为近危，而北𱉐雀鹟则曾被列为濒危，它们受到栖息地破坏和碎片化的影响，但三种𱉐雀鹟在最新的IUCN红色名录中都被评估为无危。北𱉐雀鹟在北领地为地域性近危，但在西澳大利亚则为无危。